# Guvernoratul Gaza
| \| \| Fâșia Gaza Teritoriile palestiniene \| v • d • m \|    |                                     |           |
| Gaza de Nord Gaza GAZA CITY Deir al-Balah Khan Yunis Rafah · |                                     |           |
| Flag of Palestine                                            | Fâșia Gaza Teritoriile palestiniene | v • d • m |

Guvernoratul Gaza (Arabă: محافظة غزة) este unul dintre cele 16 guvernorate ale Autorității Naționale Palestiniene, aflat în nordul Fâșiei Gaza. Conform Biroului Central de Statistică Palestinian (BCSP), populația districtului era de 505,700 locuitori în anul 2006. 
Guvernoratul constă într-un singur oraș, trei municipalități și mai multe tabere de refugiu.

## Localități

### Orașe
- Gaza City

### Consilii sătești
- Juhor ad-Dik
- Madinat al-Awda
- al-Mughraqa (Abu Middein)

### Tabere de refugiu
- al-Shati (tabără)

### Municipalitate
- Al-Zhara'

## Sursă
- Gaza Governorate Localities Arhivat în 7 februarie 2012, la Wayback Machine.